# HMS Phoebe (43)
La HMS Phoebe (Pennant number 43), quinta nave da guerra britannica a portare questo nome, è stata un incrociatore leggero classe Dido della Royal Navy. Impostata nei cantieri Fairfield di Govan il 2 settembre 1937, venne varata il 25 marzo 1939 ed entrò in servizio il 27 settembre 1940 in piena seconda guerra mondiale.

## Servizio

### Nel Mediterraneo
Al momento dell'ingresso in servizio la Phoebe venne assegnata alla Home Fleet, con compiti di scorta ai convogli di truppe in partenza per il Capo di Buona Speranza e successivamente per il Medio Oriente. Nell'aprile 1941 venne trasferita presso il 7º Squadrone incrociatori della Mediterranean Fleet, bombardando Tripoli il 21 aprile e partecipando nelle settimane successive alle operazioni di evacuazione della Grecia e alla battaglia di Creta. Nei primi giorni di maggio partecipò all'operazione Tiger, la scorta ad un convoglio che trasportava carri armati in Medio Oriente. In seguito operò in appoggio agli sbarchi in Siria nelle zone controllate dalla Francia di Vichy, venendo attaccata il 9 giugno dal sommergibile francese Caïman senza essere danneggiata. Nei mesi di luglio e agosto venne utilizzata per rifornire Tobruk e appoggiare le operazioni alleate in zona. Il 27 agosto venne colpita a dritta da un siluro lanciato da un aerosilurante italiano al largo di Bardia. Vari compartimenti della nave risultarono allagati a causa della falla nello scafo. Tornata ad Alessandria d'Egitto ricevette delle riparazioni temporanee per permetterle di trasferirsi negli Stati Uniti per ricevere quelle definitive. Giunse a New York il 21 novembre ed entrò lo stesso giorno nei Brooklyn Navy Yard. Nel mese di maggio 1942 tornò in patria per ricevere moderne apparecchiature radar. Dopo aver scortato in luglio un convoglio diretto a Freetown, in Sierra Leone, tornò nel Mediterraneo per prendere parte all'Operazione Pedestal, nome in codice di un convoglio di rifornimenti diretto a Malta. Gli scontri con le forze dell'Asse durante questa operazione presero il nome di battaglia di mezzo agosto.

### In Africa

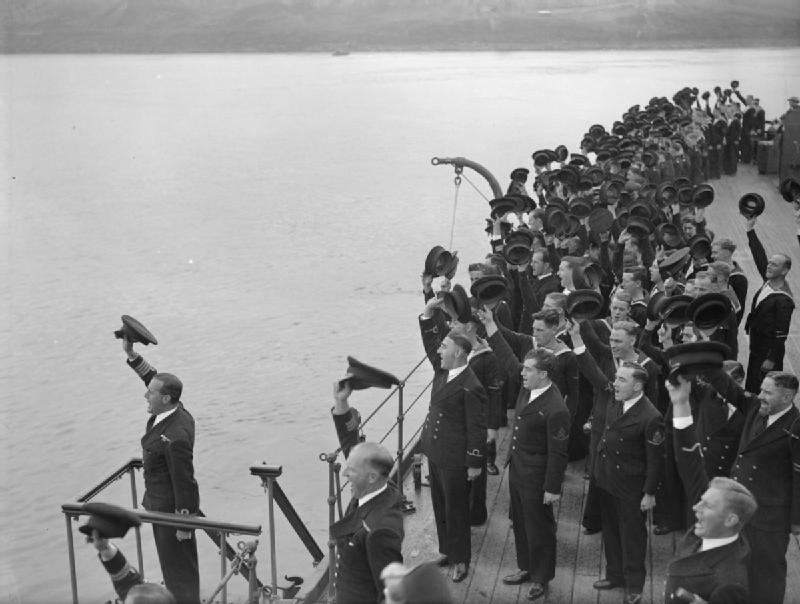
Gli ufficiali della Phoebe salutano il Re in visita a Scapa Flow

Nel mese di settembre venne trasferita nell'Atlantico meridionale con compiti di scorta ai convogli e di caccia alle corsare tedesche. Il 23 ottobre mentre era in rotta per Freetown venne colpita da un siluro lanciato dall'U-161 al largo di Pointe-Noire, nel Congo Belga. L'esplosione causò una grave falla, allagamenti e rese inutilizzabili le torrette prodiere. Rimasero uccisi nell'attacco circa 60 marinai, mentre altri tre morirono di malaria nei giorni immediatamente successivi. La nave venne fatta arenare per riparazioni temporanee che le permettessero un nuovo trasferimento negli Stati Uniti per riparazioni definitive, giungendo in cantiere il 15 gennaio 1943. Nel mese di luglio, tornata in patria, ricevette una nuova torretta "A" e più moderni sistemi di controllo fuoco prima di essere riassegnata alla Home Fleet. Nel mese di settembre partecipò ad operazioni contro i convogli nemici lungo le coste francesi mentre in ottobre venne trasferita nel Mare Egeo in supporto alle forze alleate e per opporsi ad una possibile invasione tedesca delle isole. In dicembre, dopo la perdita delle isole operò con base a Malta appoggiando operazioni sulle coste italiane. Il 25 gennaio 1944 partecipò allo sbarco di Anzio fornendo fuoco di artiglieria alle truppe da sbarco.

### In Estremo Oriente
Nel mese di marzo 1944 venne designata per il trasferimento in Estremo Oriente per l'utilizzo specialistico come nave controllo caccia, entrando quindi in cantiere ad Alessandria per subire le necessarie modifiche. Giunse a Trincomalee, sull'isola di Ceylon, il 2 giugno seguente unendosi al 4º Squadrone incrociatori. Nel mese di luglio scortò le portaerei impegnate nell'attacco all'aeroporto di Sabang, sull'isola di Sumatra. Tra agosto e settembre rimase in cantiere per riparazioni partecipando il mese successivo agli attacchi alle isole Nicobare, utilizzati come diversivo per lo sbarco statunitense a Leyte, nelle Filippine. In novembre partecipò come nave controllo caccia agli sbarchi a Arakan. Il mese successivo venne trasferita alla Eastern Fleet dopo la creazione della British Pacific Fleet. Nel gennaio 1945 appoggiò le operazioni anfibie in corso in Birmania e agli sbarchi anglo-indiani a Sittwe. Nel maggio seguente appoggiò anche gli sbarchi a angoon, dirigendo anche le azioni dei caccia. Partecipò anche a un pattugliamento al largo delle isole Andamane per bloccare ogni tentativo di rifornimento delle stesse e un'eventuale evacuazione giapponese. Nel mese di settembre coprì il passaggio nella baia del Bengala della flotta diretta ad invadere la Malaysia.

### Nel dopoguerra
Terminato il conflitto la nave partì per la Gran Bretagna nello stesso mese di settembre 1945 giungendo a Chatham il 29 ottobre. Dopo un ciclo di lavori venne assegnata al Mediterraneo e rimase in servizio fino al 1952, quando venne trasferita in riserva. Venne venduta alla BISCO nel 1956 e la demolizione iniziò a Blyth il 1º agosto nei cantieri Hughes Bolcow.